# Leopard 6 Litre Roadster
Leopard 6 Litre Roadster – samochód sportowy produkowany przez Leopard Automobile AB. 
Prace nad konstrukcją prototypu przeprowadzone zostały przez Zbysława Szwaja, natomiast kształt nadwozia zaprojektowany został przez Maksymiliana Szwaja. Samochód był produkowany w Mielcu. Produkcja była prowadzona ręcznie; rocznie wytwórnię mogło opuszczać maksymalnie 20 egzemplarzy - dla takiej liczby pojazdów producent gwarantował najwyższą jakość wykonania.
Debiut miał miejsce w kwietniu 2005 roku w Paryżu, w 2014 roku ogłoszono upadłość likwidacyjną przedsiębiorstwa.

## Charakterystyka pojazdu

### Silnik
- LS2 V8 6,0 l (5967 cm³), OHV, 2 zawory na cylinder
- Układ zasilania: wtrysk
- Stopień sprężania: 10,9:1
- Moc maksymalna: 405 KM przy 6000 obr./min
- Maksymalny moment obrotowy: 542 Nm przy 4400 obr./min

### Osiągi
- Prędkość maksymalna: 250 km/h (ograniczona elektronicznie)
- Przyspieszenie 0-100km/h: 4,0 s

### Dane użytkowe
- Zawieszenie: oparte na podwójnych wahaczach poprzecznych
- Opony przód / tył: 225/50 x 16 / 245/60 x 16
- Hamulce przód / tył: tarczowe, wentylowane, czterozaciskowe, 305 mm / 288 mm
- Ładowność pojazdu: 300 kg
- Średnica zawracania: 12,4 m
- Cena: około 100 tysięcy euro (2009)[3]

Leopard to dwuosobowy samochód typu roadster, zbudowany na rurowej ramie stalowej, do której montowane jest aluminiowe nadwozie. Z przodu i z tyłu znajdują się niezależne podwójne wahacze poprzeczne. Pojazd wyposażony jest w dwuobwodowy układ hamulcowy z podwójnymi tarczami wentylowanymi. Zbiornik paliwa znajduje się z tyłu pojazdu, za tylną osią.